# コンクリート爆弾

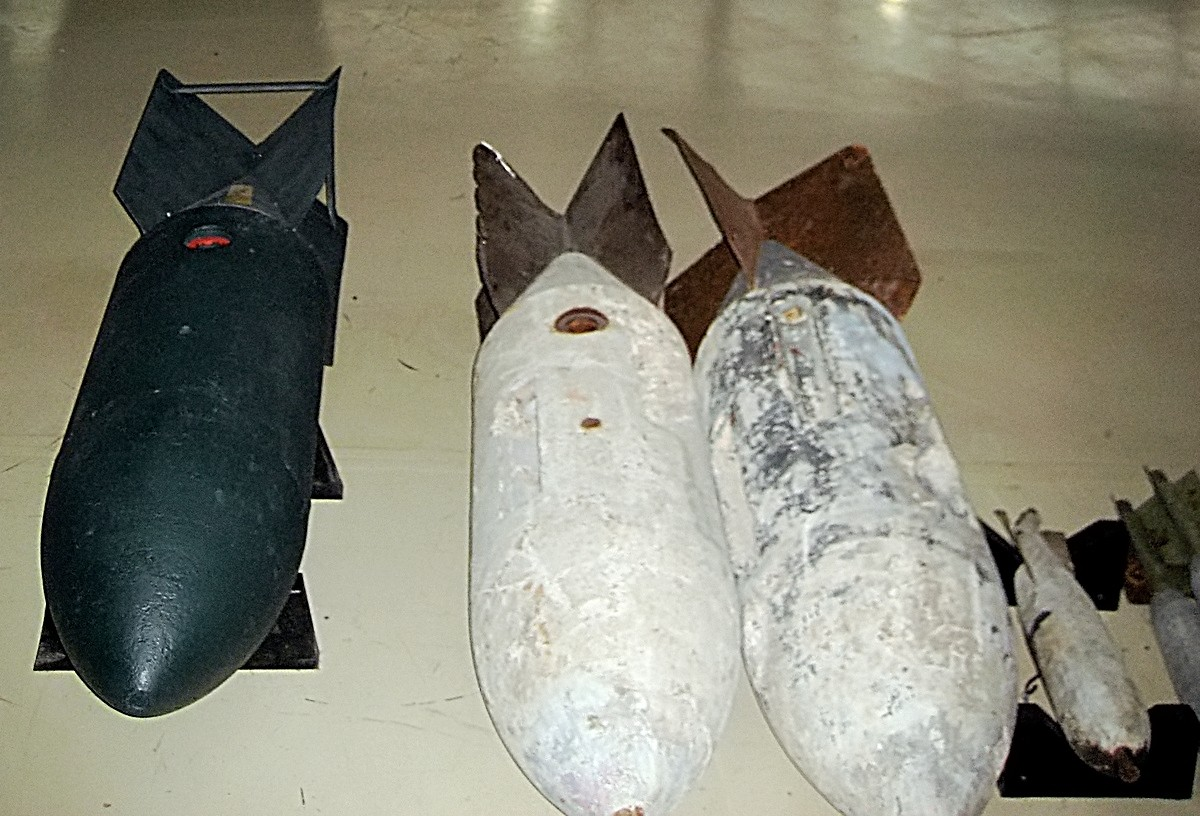
第二次世界大戦のドイツ空軍の爆弾。左が爆薬使用のもので、右がコンクリートの演習用爆弾(250kgと50kg)。

コンクリート爆弾 (コンクリートばくだん、英語: concrete bomb)、またはコンクリート弾は、爆発物の代わりに高密度で不活性な物質（通常はコンクリート）を含む航空爆弾である。 落下する爆弾の運動エネルギーを利用して標的を破壊するため、運動エネルギー兵器となる。 このような兵器は、大きな損害を与えるには小さな標的へ直撃させる必要があるため、レーザー誘導爆弾または他の形式のスマート爆弾として構成された場合にのみ実用的に配備することがでる。 これらは通常、都市部で軍用車両や大砲を破壊する際、巻き添え被害や民間人の死傷者を最小限に抑えるために使用される。
誘導または無誘導のコンクリート爆弾は、コストの利点（爆薬や信管が不要）、精密かつ正確な予測着弾点測定の容易さ、爆撃訓練場の損傷の最小化、および安全性の向上（爆弾が配備されても、不活性である）などの利点から、パイロットや地上要員の訓練にも使用されることもある。この爆弾は、航空機やBDU-50演習弾のように爆弾の試験や評価にも使用されている。
コンクリート爆弾は、イラクの飛行禁止空域紛争中には米国によって、2011年のリビアへの軍事介入中にはフランスによって使用されたほか、イスラエルによって、ルーフ・ノッキングにも使用されている。
2019年11月6日には、青森県六ケ所村の牧草地に、米軍三沢基地所属のF16戦闘機が230キロのコンクリート爆弾である模擬弾を誤って落とす事故が発生している。